# L'Argent
Pour les articles homonymes, voir L'Argent (homonymie).
L’Argent est un roman naturaliste d’Émile Zola publié en 1891, le dix-huitième volume de la série Les Rougon-Macquart.

## Résumé
Le héros est Aristide Saccard, frère du ministre Eugène Rougon, qu’on avait déjà vu amasser une fortune colossale dans La Curée. Après une succession de mauvaises affaires, il doit repartir de zéro, mais son ambition est demeurée intacte. Il vend sa luxueuse propriété du parc Monceau afin de régler ses créanciers, puis loue deux étages d’un hôtel particulier à Paris où il installe la Banque Universelle, destinée à financer des projets de mise en valeur du Moyen-Orient. Tout est fait pour attirer petits et moyens épargnants, auxquels on promet des gains faciles et rapides. Les communiqués et articles de presse, les rumeurs savamment dosées font s’envoler les titres de la société. Saccard se retrouve à nouveau au sommet de la gloire et de la puissance. Mais celles-ci sont construites sur du sable, car il ne cesse d’acheter ses propres actions.

## Thème
Zola en livre une description haute en couleur et en personnages, complétée par la solide documentation qu'il avait amassée, en plaçant l'action vingt-cinq ans plus tôt, en mars 1864. Comme dans Germinal, il préfère ce décalage dans le temps qui lui permet une relation plus solide de l'intrigue. L’Argent évoque la spéculation financière à une période où Paris est, avec Londres, la première place boursière au monde.
Le romancier se livre par endroits à des considérations philosophiques sur le changement « qualitatif » qu'opère dans l'esprit la disposition de ressources importantes, permettant de transformer jusqu'aux paysages eux-mêmes. Avant Francis Scott Fitzgerald, chez qui ce sera un thème récurrent, il laisse entrevoir cette nouvelle perception bien éloignée des principes de 1789 : « Les riches sont différents. » Ce thème était déjà en partie abordé dans La Curée.

## Inspiration

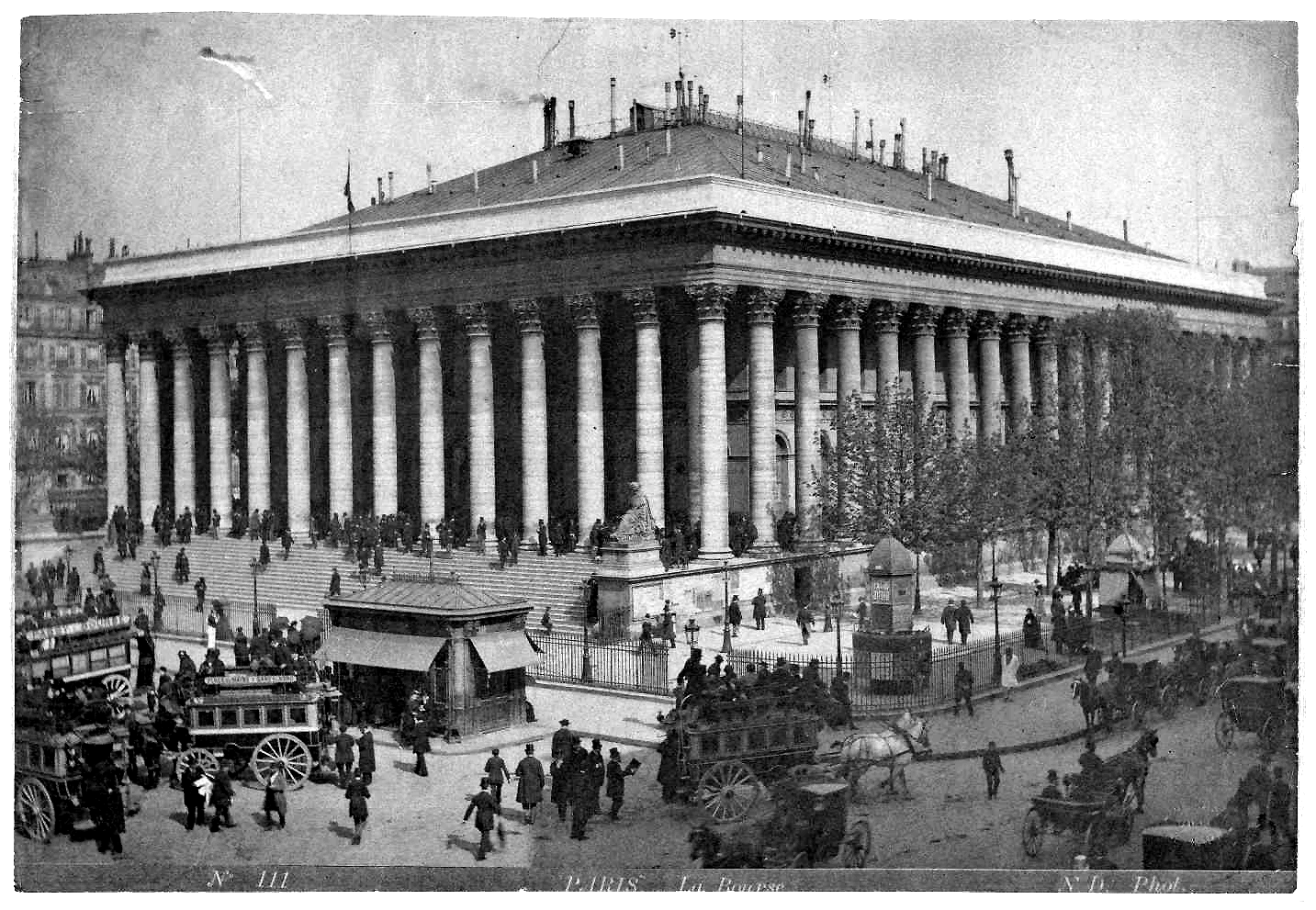
Place de la Bourse, Paris (vers 1890)

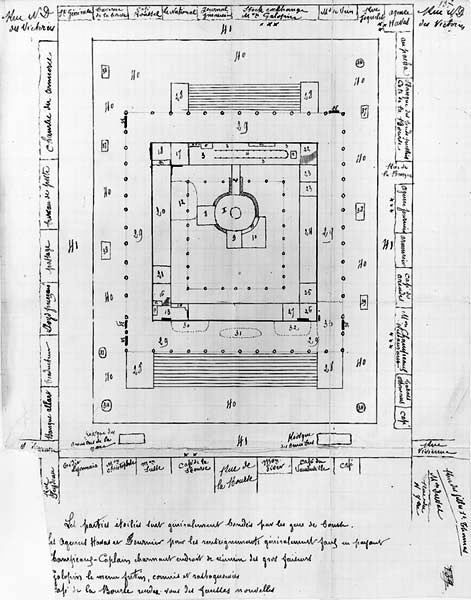
Plan de la Bourse de Paris de la main de Zola

Pour écrire son roman, Zola s’est inspiré des scandales financiers de son époque. Le scandale de Panama est amplifié par la liquidation judiciaire de la Compagnie de Panama, le 4 février 1889, au moment où Zola écrit L’Argent. L'année 1889 est aussi marquée, un mois plus tard, par les spéculations d'Eugène Secrétan qui causent la faillite du Comptoir national d'escompte de Paris, ancêtre de la BNP, et le suicide de son président, Eugène Denfert-Rochereau.
Le romancier s’est principalement inspiré d'un évènement survenu sept ans plus tôt, le krach de l’Union générale (1881-1882), à l'issue duquel le banquier catholique et légitimiste Eugène Bontoux est condamné à cinq ans de prison et ruiné par la baisse des actions de sa banque, qu'il avait achetées en masse, en infraction à la loi de 1856 sur les sociétés. Jugeant l'action trop élevée, les Rothschild et la Caisse générale des chemins de fer de Jules Mirès avaient spéculé à la baisse, à l'instar de l'ennemi juré de Saccard dans L’Argent, le banquier Gundermann.
L'industriel Hector de Sastres, spéculateur, ami et protégé du ministre Jacques Louis Randon, a aussi inspiré le personnage de Saccard.
Zola évoque aussi la bataille de Sadowa, qui déclencha de forts mouvements spéculatifs. Saccard est averti du résultat de la bataille avant tout le monde par une indiscrétion chez son frère, ministre de l'Intérieur, et en profite pour réaliser d'importants bénéfices. Dans les jours précédant la bataille, le marché obligataire avait chuté, car on pensait que la guerre serait interminable. La victoire prussienne, imprévue mais très nette, renverse complètement la tendance sur les marchés obligataires, qui repartent très fortement à la hausse, après avoir été vendus à découvert : le 5 juillet 1866, le cours de l'emprunt français à 3 % bondit, passant de 64,40 francs à 70 francs, soit une progression de presque 10 % en une seule journée. Parallèlement, le cours de l'emprunt italien à 5 % passe de 42 francs à 70 francs, soit une progression de presque 40 % en une seule séance. Cet évènement entraîne la faillite de deux importants agents de change, Doyen et Porché, qui avaient spéculé à la baisse et subi de lourdes pertes. 
Pour constituer le dossier préparatoire du roman, l'un des plus importants de la série des Rougon-Macquart, Zola visite la Bourse, dresse des plans des lieux et du quartier, consulte des ouvrages techniques, requiert l'aide de spécialistes des questions financières, compulse de nombreuses encyclopédies. Il s'intéresse également aux nouvelles théories du travail et du capital, à travers le personnage de Sigismond, un traducteur et essayiste proche de Karl Marx et ardent socialiste.

## Édition
- L’Argent, Paris, G. Charpentier, 1891    (Wikisource)

Livre audio libre L'Argent, lu par Pomme.

## Adaptations
- 1928 : L’Argent (du roman d'Émile Zola), film muet impressionniste de Marcel L'Herbier.
- 1936 : L’Argent (d’après Émile Zola), film de Pierre Billon.
- 1988 : L’Argent (du roman d'Émile Zola), feuilleton télévisé de Jacques Rouffio.